# Mario Carević
Mario Carević (* 29. März 1982 in Makarska, SR Kroatien, SFR Jugoslawien) ist ein ehemaliger kroatischer Fußballspieler.

## Karriere
Carević hat im Alter von 18 Jahren beim Alpenpokal, einem Wettbewerb, an dem unter anderem österreichische, ungarische, slowenische und kroatische Vereine teilnehmen, für Furore gesorgt und wurde beim Turnier 2000 als bester Spieler ausgezeichnet. Carević gilt als technisch versiert, körperlich robust und zweikampfstark. 2004, während der U-21-Europameisterschaft in Deutschland, hatte er Einsätze in zwei Partien. 2003 debütierte er in der kroatischen Fußballnationalmannschaft.
Er spielte von 2001 bis 2004 für den kroatischen Verein Hajduk Split und in der Saison 2004/05 für den saudischen Klub Al-Ittihad. In der Saison 2005/06 sicherte sich der VfB Stuttgart die Dienste des Kroaten, der einen Vertrag bis 2008 unterschrieb.
Carević wurde in der Saison 2006/07 nach Kroatien an Hajduk Split für ein Jahr ausgeliehen. Zur Saison 2007/08 wechselte er ablösefrei zum belgischen Erstligisten KSC Lokeren. Er ist 1,86 m groß. Dort spielte er drei Jahre lang in der Pro League. Im Sommer 2010 schloss er sich dem Ligakonkurrenten KV Kortrijk an. Für die Saison 2011/12 wurde er an Maccabi Petach Tikwa nach Israel ausgeliehen. Dort musste er mit seiner Mannschaft am Ende der Spielzeit 2011/12 absteigen. Im Sommer 2013 wurde sein Vertrag in Kortrijk nicht verlängert. Er war ein halbes Jahr ohne Verein, ehe er beim NK Krka in seiner kroatischen Heimat anheuerte. Ende 2014 beendete er dort seine Laufbahn.